# 明石寺
明石寺（めいせきじ）は、愛媛県西予市にある天台寺門宗の寺院。源光山（げんこうざん）、円手院（えんしゅいん）と号す。本尊は千手観世音菩薩。四国八十八箇所第四十三番札所。
- 本尊真言：おん ばざらたらま きりく そわか
- ご詠歌：聞くならく千手（せんじゅ）の誓いふしぎには　大盤石（だいばんじゃく）もかろくあげ石

当寺は本関所寺であり、証・四国八十八ヶ所「結願」の証書（賞状）を有料で書いてもらうことができる。（後程郵送になる） 

## 概要
古墳時代に造られた小円墳（明石寺古墳1号から3号）が入口横の山裾にあり、古くから開けた文明の進歩した地区であった。当寺の背後にある御篠山（標高388m）山頂には南予にある篠山権現が勧請されており、その東斜面の標高約270m（本堂の位置で）辺りに境内が広がっている。観音が乙女に化身し大岩を運んでいたが夜明けが来たので置いて消えたという伝説のある霊地（その後も白王権現として崇拝される）である。中世に宇和郡が西園寺氏の荘園となってから周辺に松葉城や黒瀬城が築かれ同氏との結びつきが強かった。同氏が滅亡したのちも世襲にて存続された為、多くの書類や仏像や書画など文化財が散逸することなく現存している。

## 歴史
『由緒覚書（1783年記）』によれば、6世紀に欽明天皇の勅願により正澄上人が唐からの渡来仏である千手観世音菩薩を祀るため創建し、天平6年（734年）役行者より5代あとの寿元行者が熊野より十二社権現の勧請と十二坊の建立をし修験道の中心道場として、その後、荒廃した堂宇を弘法大師が大師御筆紺紙金泥の経を納め再興したとあるが、『明石寺尊像再興勧進状（1689年記）』では観音像安置と熊野権現勧請は天平6年（734年）十二坊成立は弘仁13年（822年）となり、『宇和旧記（1681年記）』では熊野十二社権現の勧請は承和3年（836年）となっている。しかし、現存の本尊千手観音は平安末期の作であることから、十二社権現の勧請も同時期で本地仏として造られた可能性もある。
その後、建久5年（1194年）には、源頼朝が命の恩人である池禅尼の菩提を弔うため阿弥陀堂を建立し経塚を築きさらに堂宇の修繕をして再興し、山号を現光山から源光山に改めたという。その後も武士からの信仰が篤く、室町時代は伊予西園寺氏の祈願所となるが1578年豊臣直臣戸田勝隆が南予の大名になるや西園寺氏は滅亡する。それとともに当寺も断絶の危機を迎えるが、別当十二坊のうちの上之坊が明石寺38世となり断絶を防ぎ、1665年には正式に上之坊が相続を認められ修験者による世襲により現代に続くこととなる。1638年に空性親王が邊路で当寺に滞在した折に上之坊門前の桜を「時雨桜」と命名する。1653年に京都の僧澄禅が遍路で来訪した時には本堂は朽ちて傾き本尊は薬師堂に移されという状態であったが、寛文12年（1672年）に宇和島藩主伊達宗利が仁王門と観音堂を建立そのほかの堂宇も再興した。
明治初年、当寺と一体であった熊野十二社権現は神仏分離により切り離され本堂との間に柵が設けられる。昭和5年にはその下に続くように熊野神社の拝殿と祝詞殿が建立される。

## 寺号
本来の名称は「あげいしじ」だが、現在は「めいせきじ」と呼ぶ。『宇和旧記（1681年記）』に「詠歌に「〜やすく上げ石」とあり、然らば上石寺と書くべきか」とある。なお、当寺の持住の名は37世「海澄」38世「快澄」～42世「真澄」と〇澄という名前が現在まで続き、明石別当〇澄と呼ばれ姓は無かったが明治期以降に姓が付けられて現在まで姓は「明石(あかし）」氏である。（ちなみに、47番八坂寺の持住も「八坂」氏である。）

## 境内
- 山門（仁王門）：仁王像（江戸時代作・木造玉眼古色・増高阿形178 cmと吽形178.5 cm）
- 本堂：本尊千手観音坐像（平安時代末期作・素木仕上げ・彫眼・増高82.0 cm）、脇陣に不動明王立像と毘沙門天立像（ともに鎌倉時代作・木造玉眼彩色・像高100.1cmと99.5cm）、二十八部衆像（風神雷神を加えると27体現存・鎌倉時代作・増高57.8 cm～69.9 cm）。毎年、8月9日（午前10時から午後8時まで）本尊千手観音が開帳され堂内の諸仏を拝観でき、午後6時より護摩法要がある。外陣の天井は信徒によって奉納された絵馬が天井絵として飾られている。また、屋根には耐寒性の良い赤褐色の石州瓦が使われている。
- 大師堂：弘法大師像（京仏師赤尾右京が正徳2年（1712年）製作・像高44.5 cm）。ときどき厨子が開いていて運が良ければ拝観できる。当寺に大師堂が初めて建立されたのは『前古堂棟札之写（1636年記）』による16世紀後半説、1636年建立説とあるが明確なのは1712年である。
- 鐘楼
- 地蔵堂：延命地蔵菩薩立像（江戸時代作・増高162.8 cm・木造玉眼漆箔）が拝顔できる。
- 弘法井戸
- 夫婦杉
- しあわせ観音石像と大型五輪塔：石像は1960年建立。塔は源頼朝が立てたと伝わる命の恩人「池禅尼」の供養塔で総高155.3cm。
- 宇和西国三十三所：客殿奥からしあわせ観音へとU字形に並ぶ。
- 坪ヶ谷新四国（地四国八十八）：後述
- 歌碑句碑：3基ある。①しあわせ観音の右後ろ。②①の手前約20 mの右の丘の中。③寺への進入車道の左の丘の中にあり、「お遍路に昨日も今日も南風」と記されている。

参道から石段を上ると右手に本坊・納経所が、左に手水場があり山門をくぐる。右手に地蔵堂があり、さらに石段を数段上がり、合計79段で正面の本堂に達する。その右側に鐘楼と大師堂がある。山門手前を左に行くとトイレがあり、その先奥に弘法井戸がある。また、本坊前を通り奥の山に入っていくと宇和西国三十三所があり最奥に、しあわせ観音が立つ。
- 宿坊：定員30名（団体専用）
- 駐車場 20台。普通車以下は無料、バスは1,000円、マイクロバスは500円。
- 行事：「明石寺修験 採燈大護摩供」2月3日節分・本堂への石段下と地蔵堂の間の空間で護摩供が修験者たちにより行われ信者達が火渡りをする。

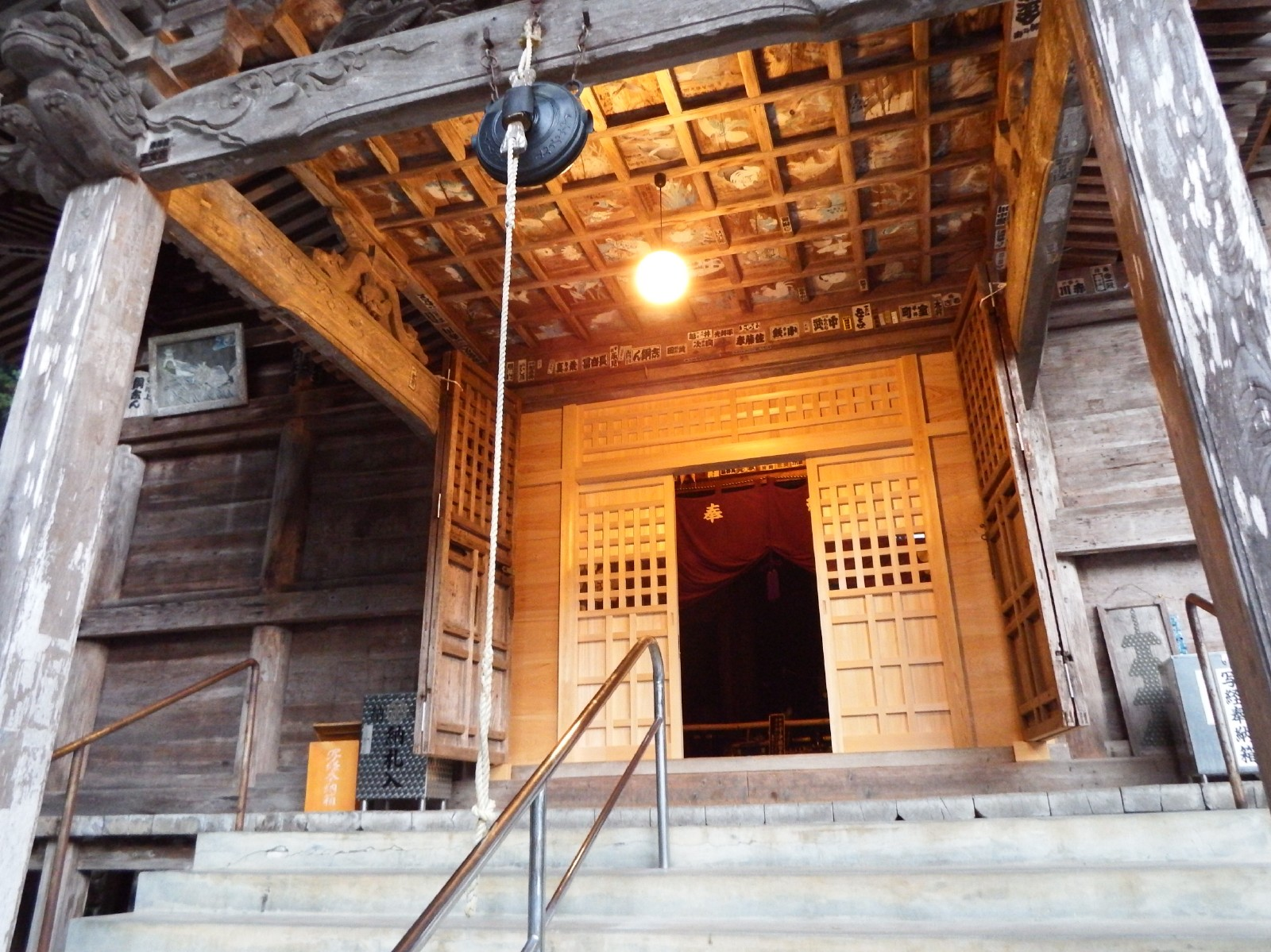
本堂の天井絵
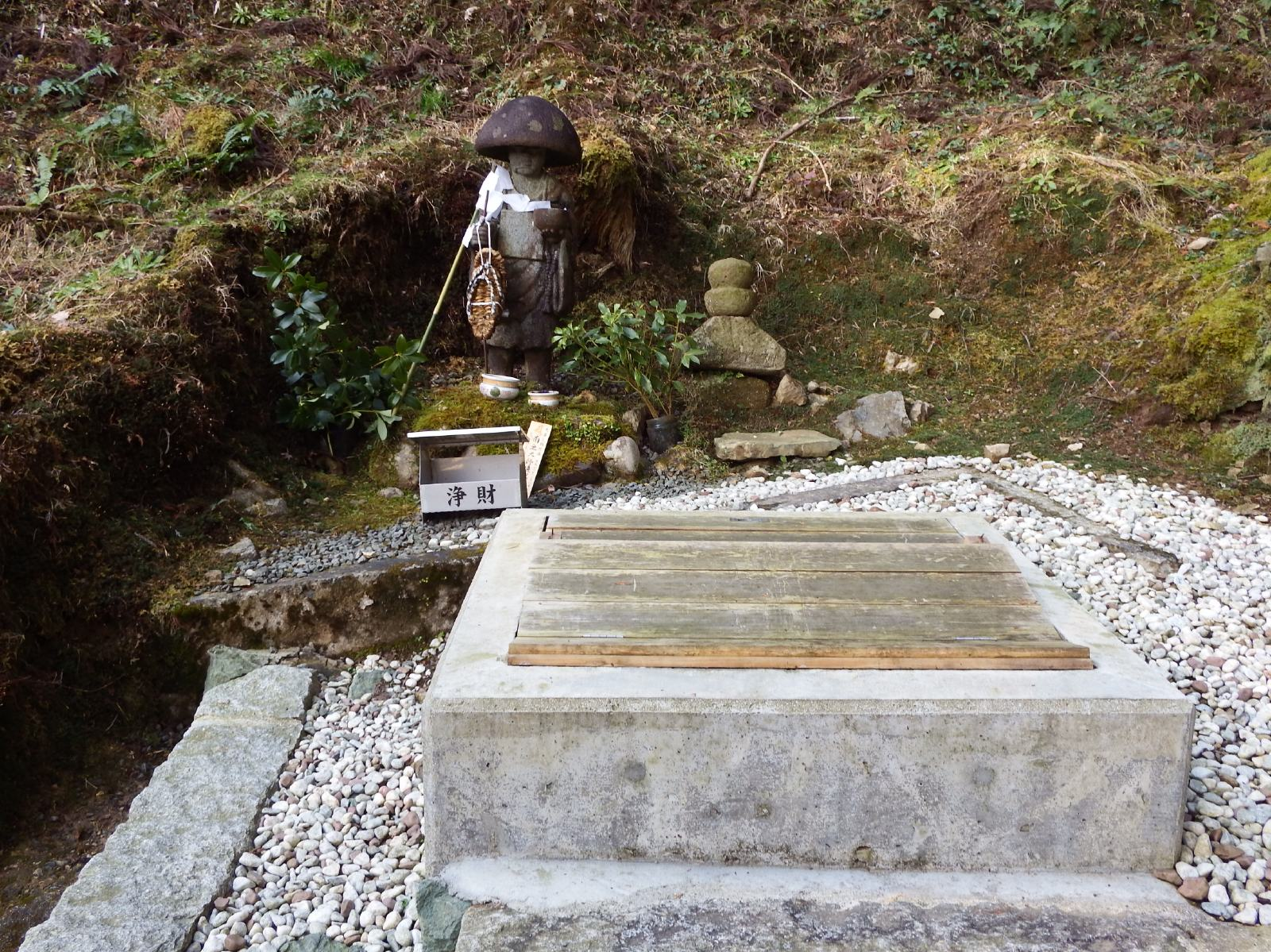
弘法井戸
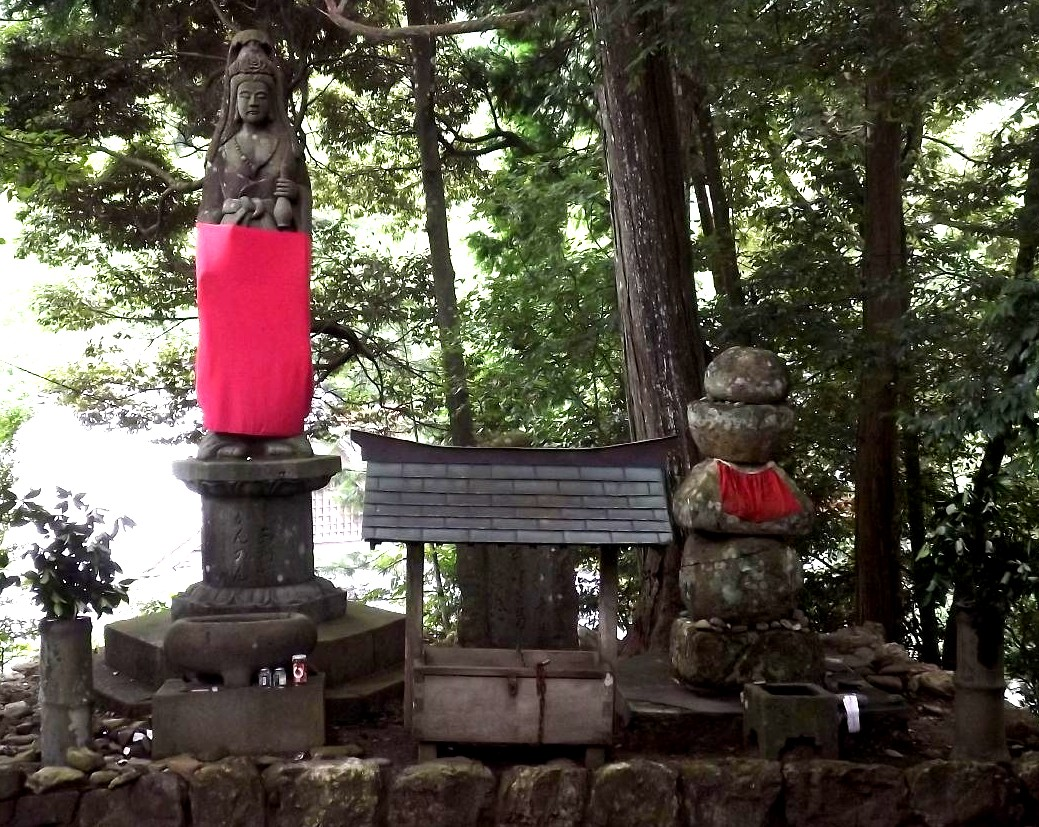
しあわせ観音と大型五輪塔
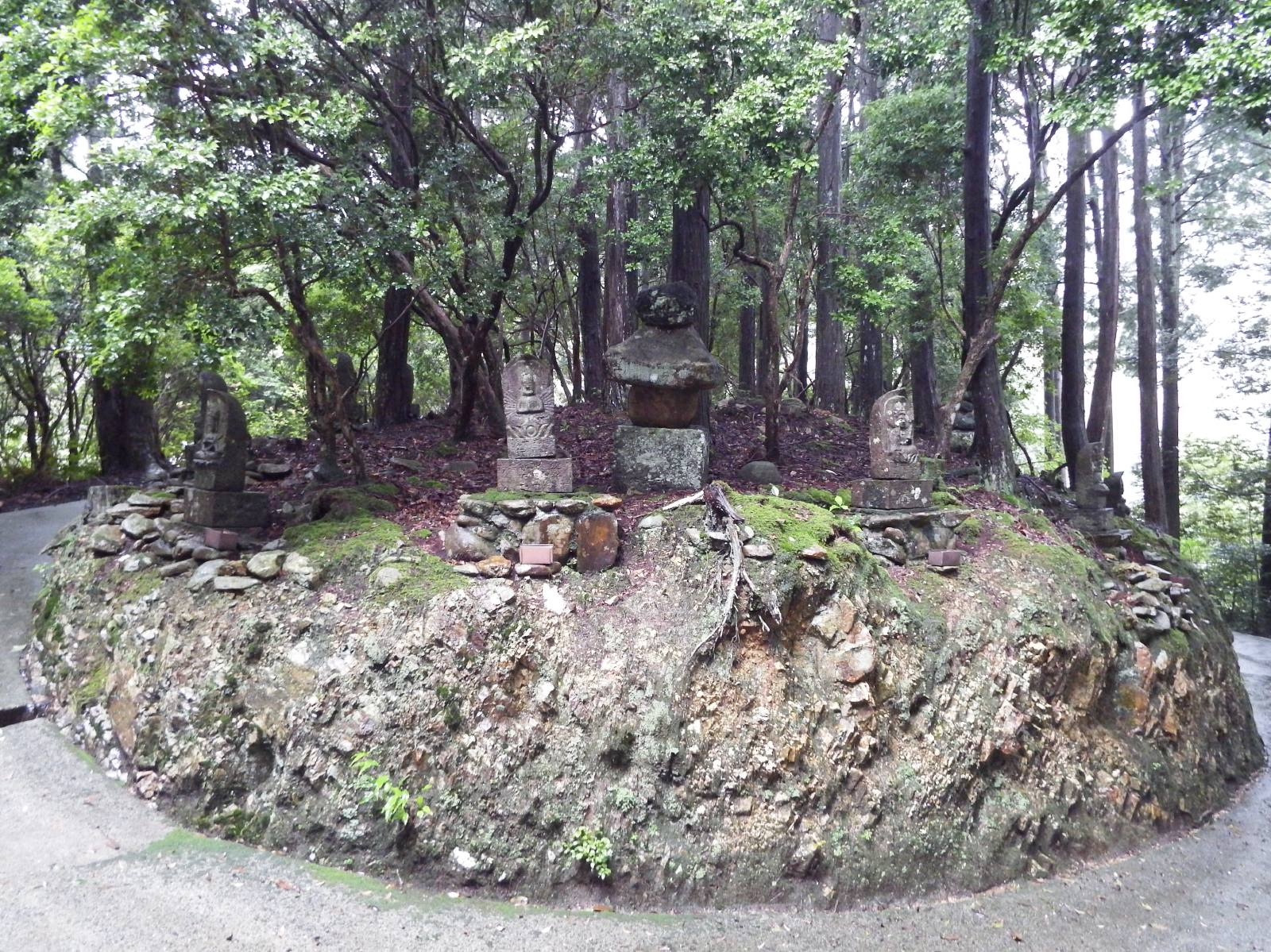
宇和西国三十三所
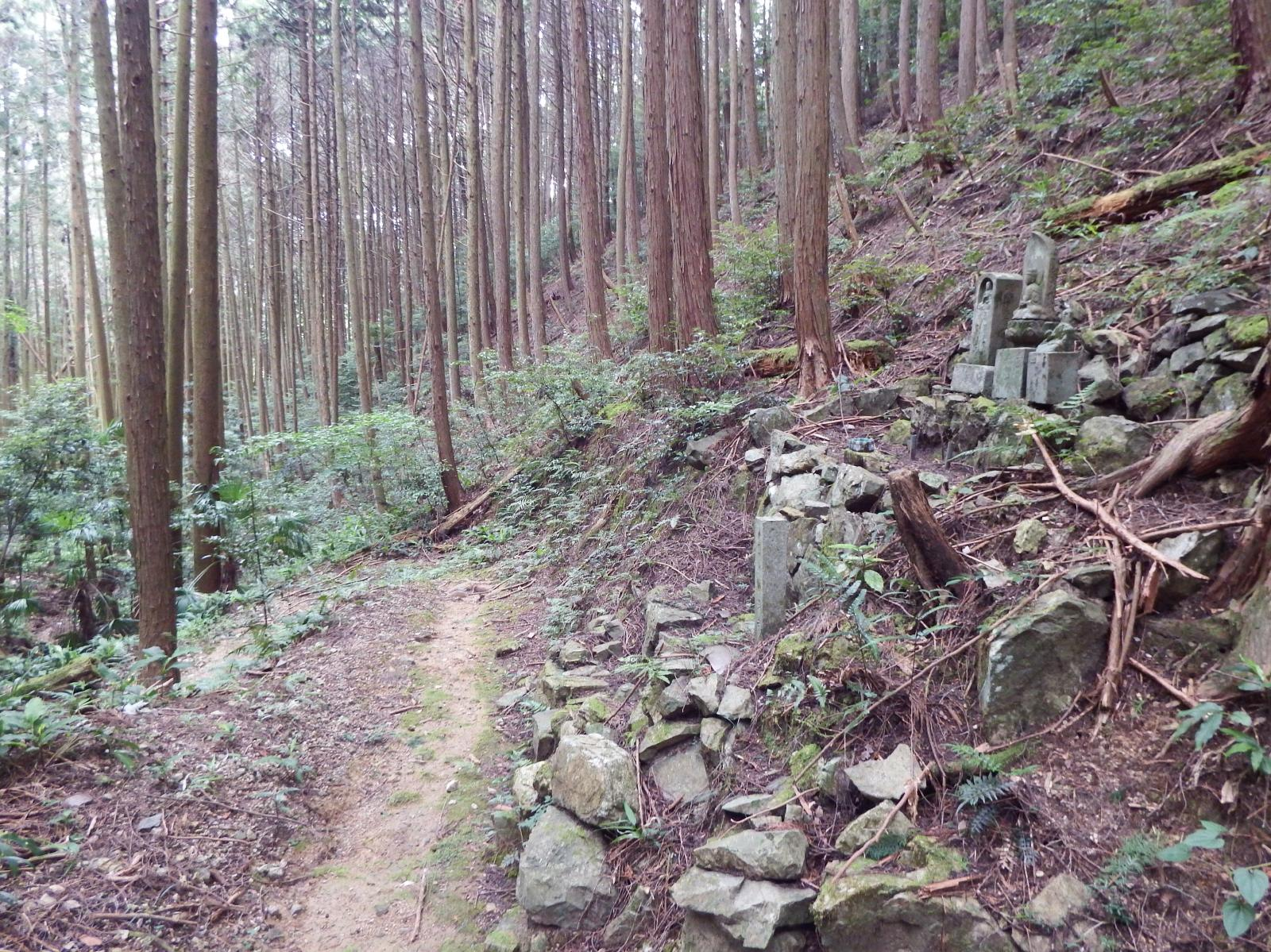
坪ヶ谷新四国

## 文化財
国の史跡

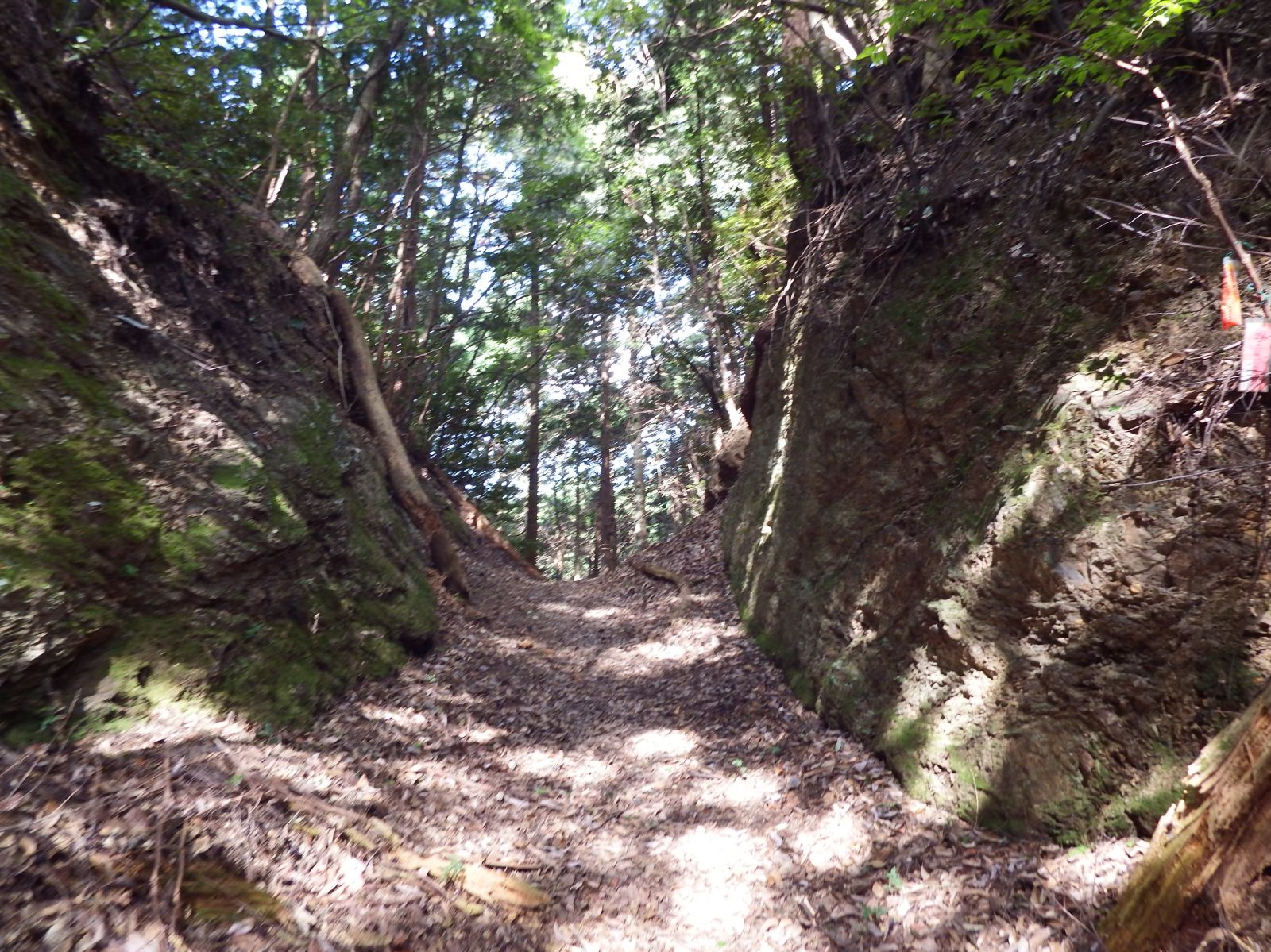
大宝寺道（峠の切り通し部分）

- 伊予遍路道 明石寺境内：28.36591 ha。2019年10月16日指定[3][4][5][6]
- 伊予遍路道 大宝寺道：当寺より大寶寺までの67.3 kmのうち、西予市と大洲市にある箇所を記す。久万高原町にある箇所は大寶寺#文化財を参照のこと。

1. 当寺より峠を経て宇和文化の里（特別支援学校への道をさらに上がった辺り）に至る755 m。2019年10月16日指定[3][4][5][6]
2. 西予市の大洲鳥坂口留番所跡から鳥坂峠を越えて大洲市野佐来札掛に至る約3,769 m、2024年2月21日指定[6][7]

国の登録有形文化財
- 仁王門：明治34 (1901) 年頃建築、以下9件が2007年10月登録[8]
- 本堂：明治23年 (1890年) 頃建築[9]
- 大師堂：明治13年 (1880年) 建築[10]
- 地蔵堂：明治42年 (1909年) 建築[11]
- 鐘楼堂：江戸時代末期建築[12]
- 客殿：大正期建築、昭和42年 (1967年) 頃改造[13]
- 手水舎：昭和12年 (1937年) 建築[14]
- 石段および石垣（仁王門前）：大正5年 (1916年) ・大正期建設、昭和初期増設[15]
- 石段および塀（本堂前）：昭和5年 (1930年) ・昭和19年 (1944年) 建設[16]

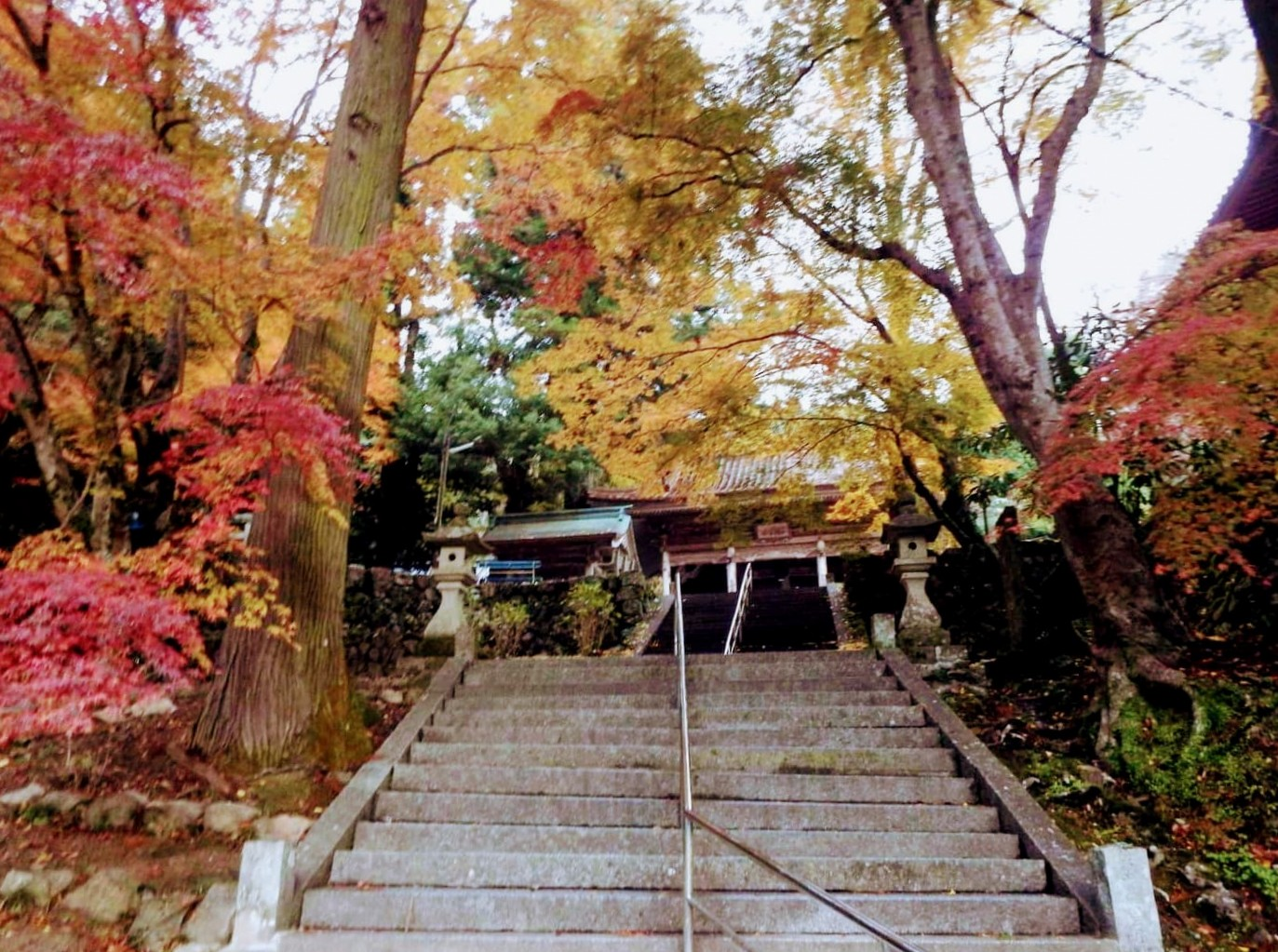
仁王門前の石段および石垣
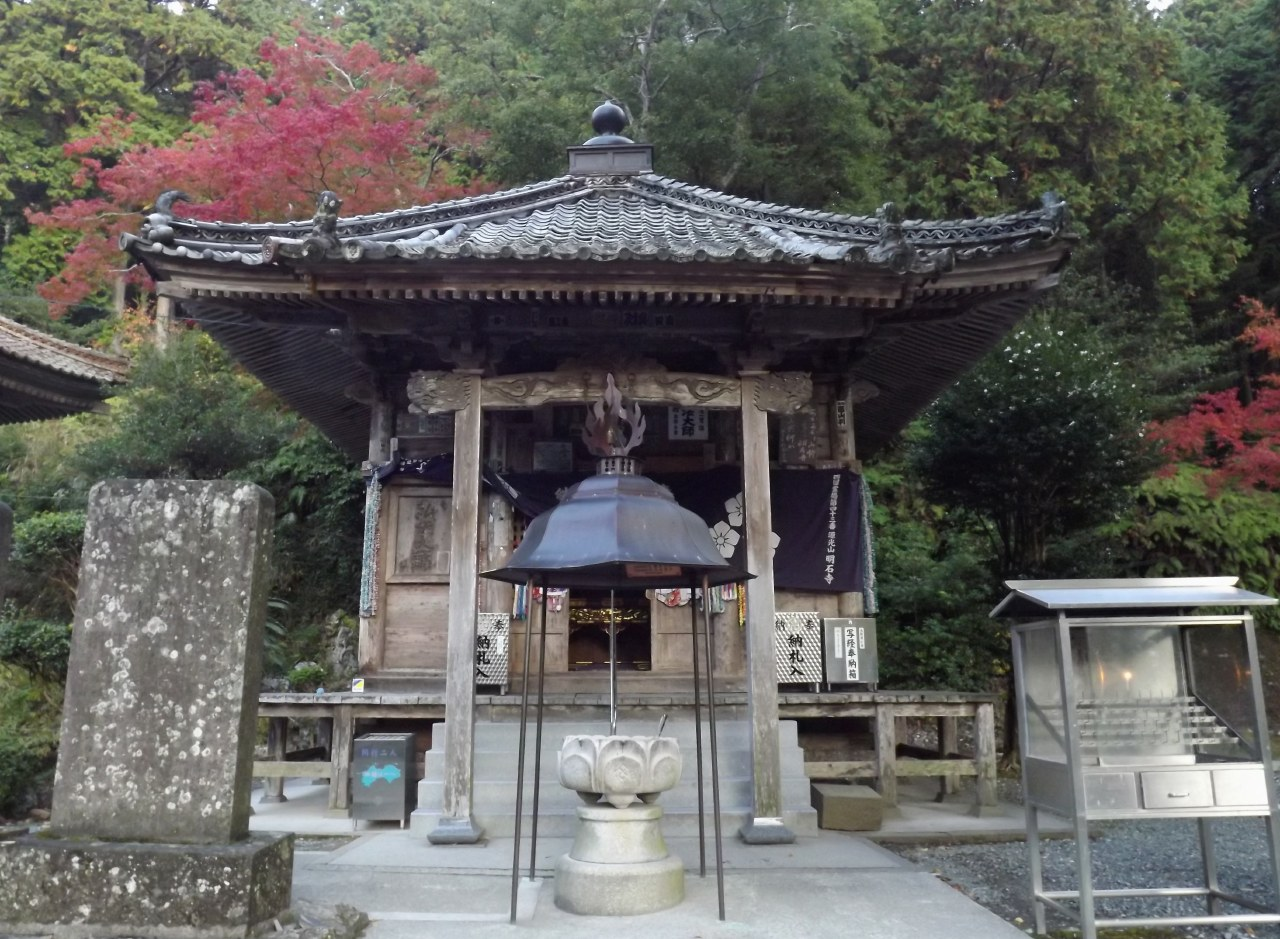
大師堂
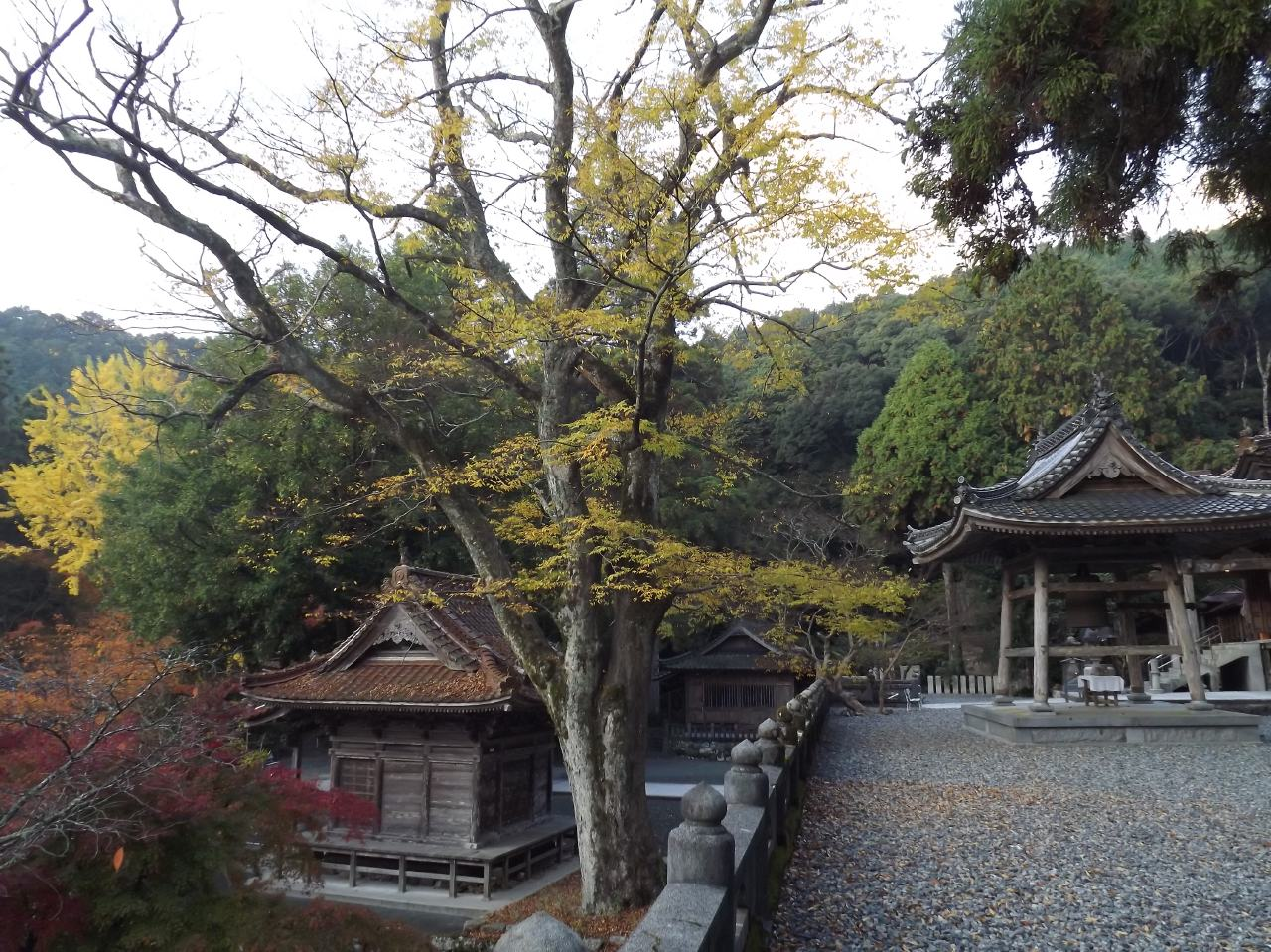
地蔵堂と鐘楼堂
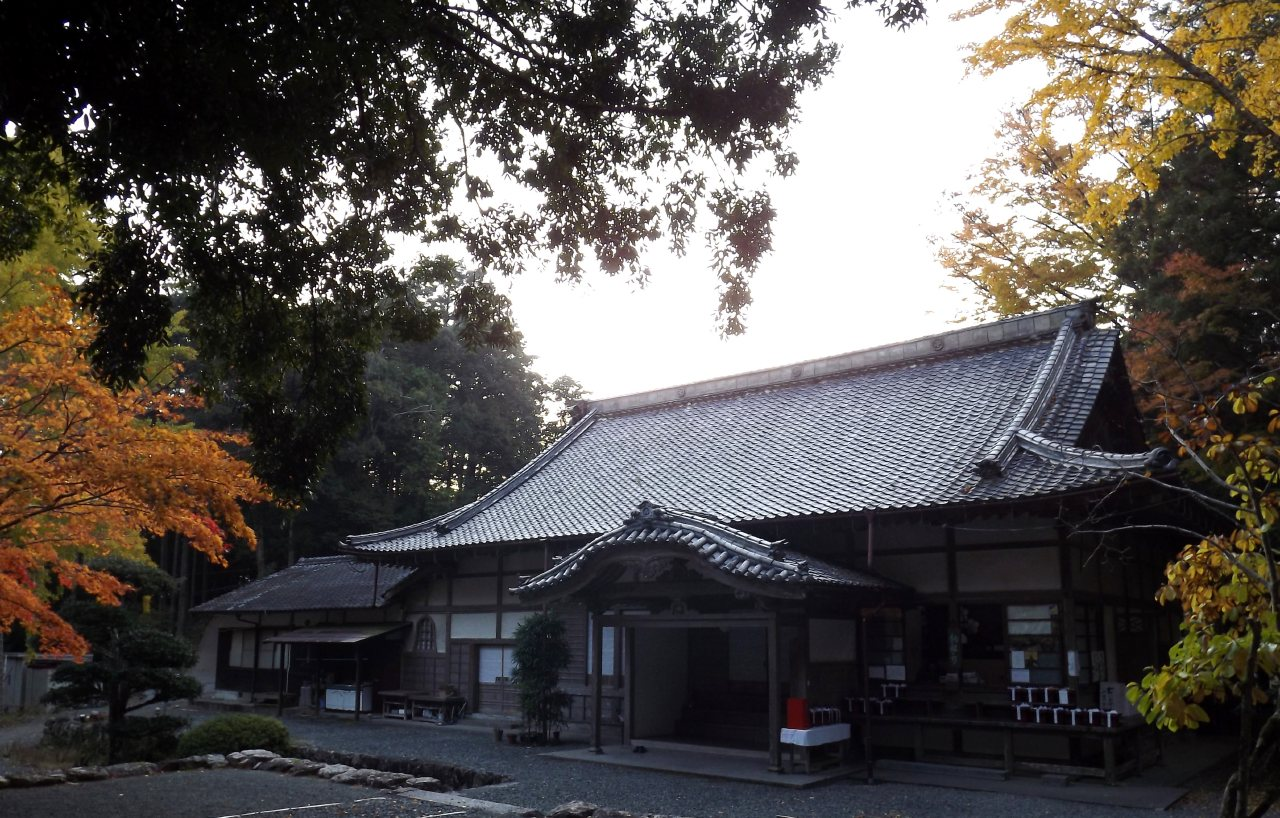
客殿
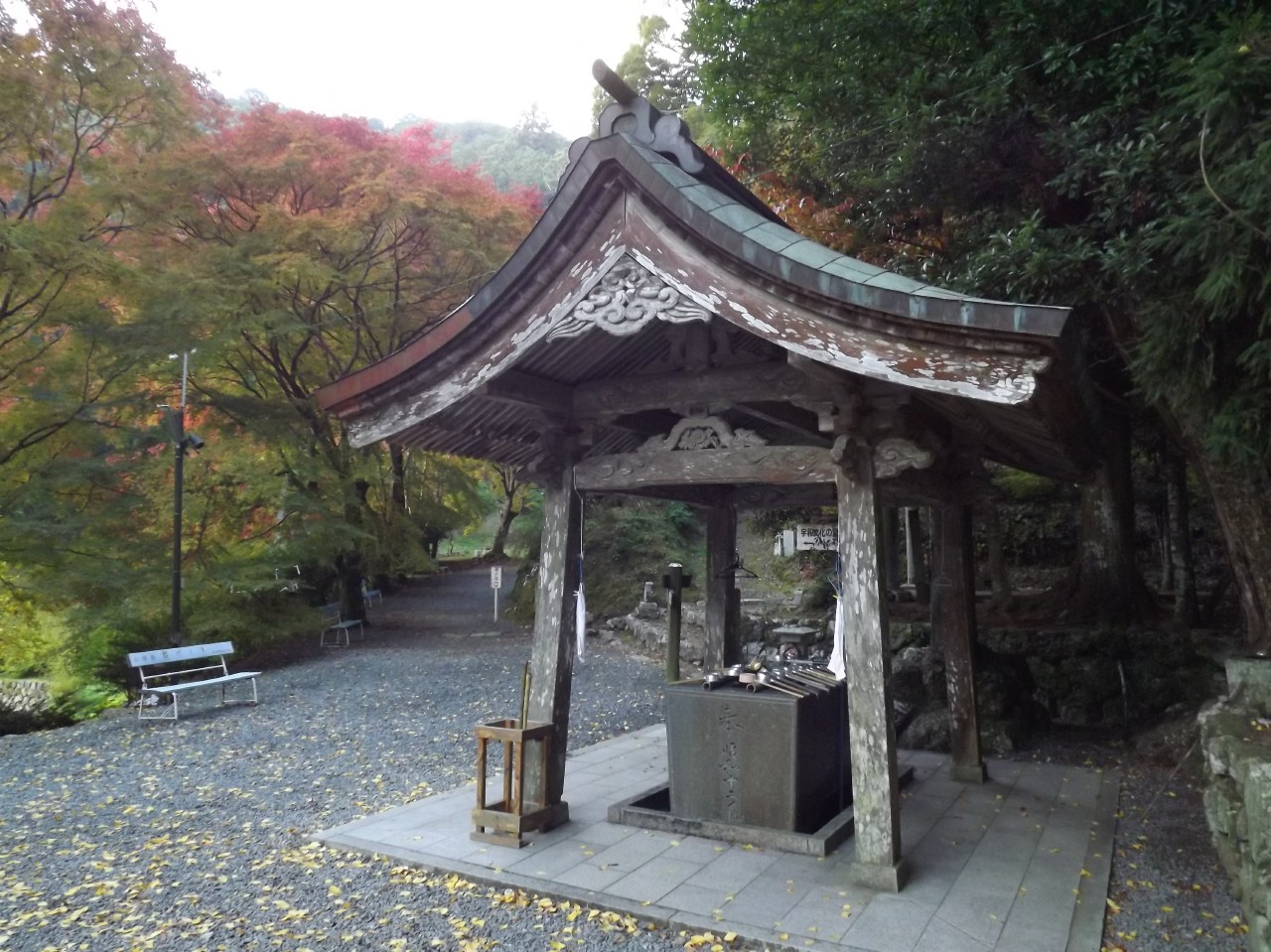
手水舎

愛媛県指定有形文化財
- 絹本著色熊野曼荼羅図 1幅：縦98.5 cm、横38.5 cmの掛け軸、室町時代作、昭和40年 (1965年) 4月2日指定[17]

ふるさと文化財の森
- 檜皮(ひわだ) 西予市明石寺ヒノキ材：平成26年3月24日文化庁設定、第58号[18]、面積3.93 ha[19]

無指定の文化財
- 役行者椅像：1784年作、像高61.0cm、一木造、木造玉眼彩色。
- 伝増長天立像・伝持国天立像：平安時代中期作、木造彫眼素地。
- 絹本著色天台大師画像：室町時代作、94.8×36.0cm。

## 熊野神社
当寺に隣接し平行に存在する。当寺の本堂の横位置に十二社権現が一列に並ぶ。主祭神は伊弉諾尊、伊弉冊尊。天平6年に役の小角の5代後の孫である寿元行者が紀州熊野から十二社権現を勧請して当寺の鎮守とし熊野十二社権現として祀られた。
当寺と一体であったが、明治の神仏分離で独立した。現在の十二社権現の西三社は江戸時代中期作、東九社は江戸時代後期作、昭和時代に茅葺屋根からトタン屋根に改修された。現在は明石地区が管理している。

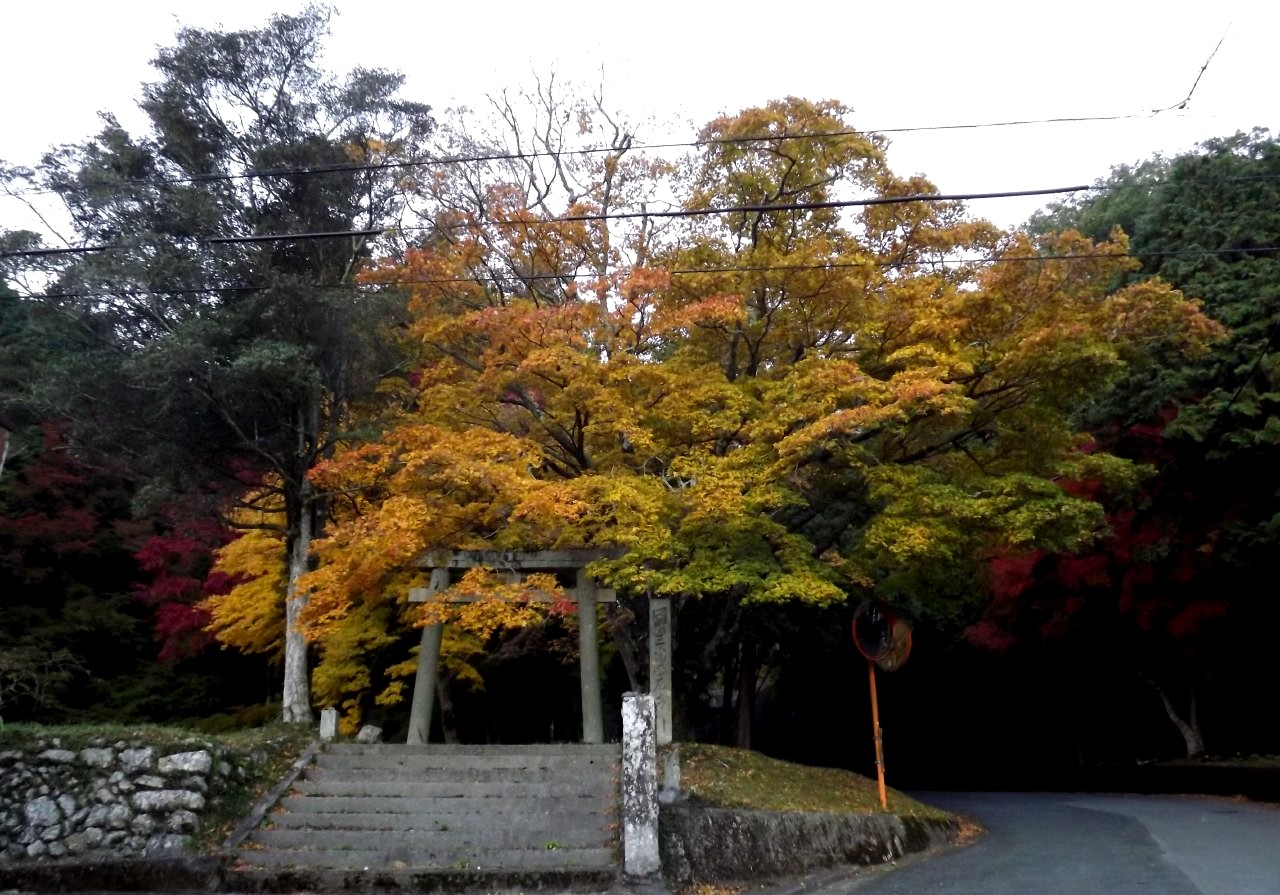
入口の一ノ鳥居付近
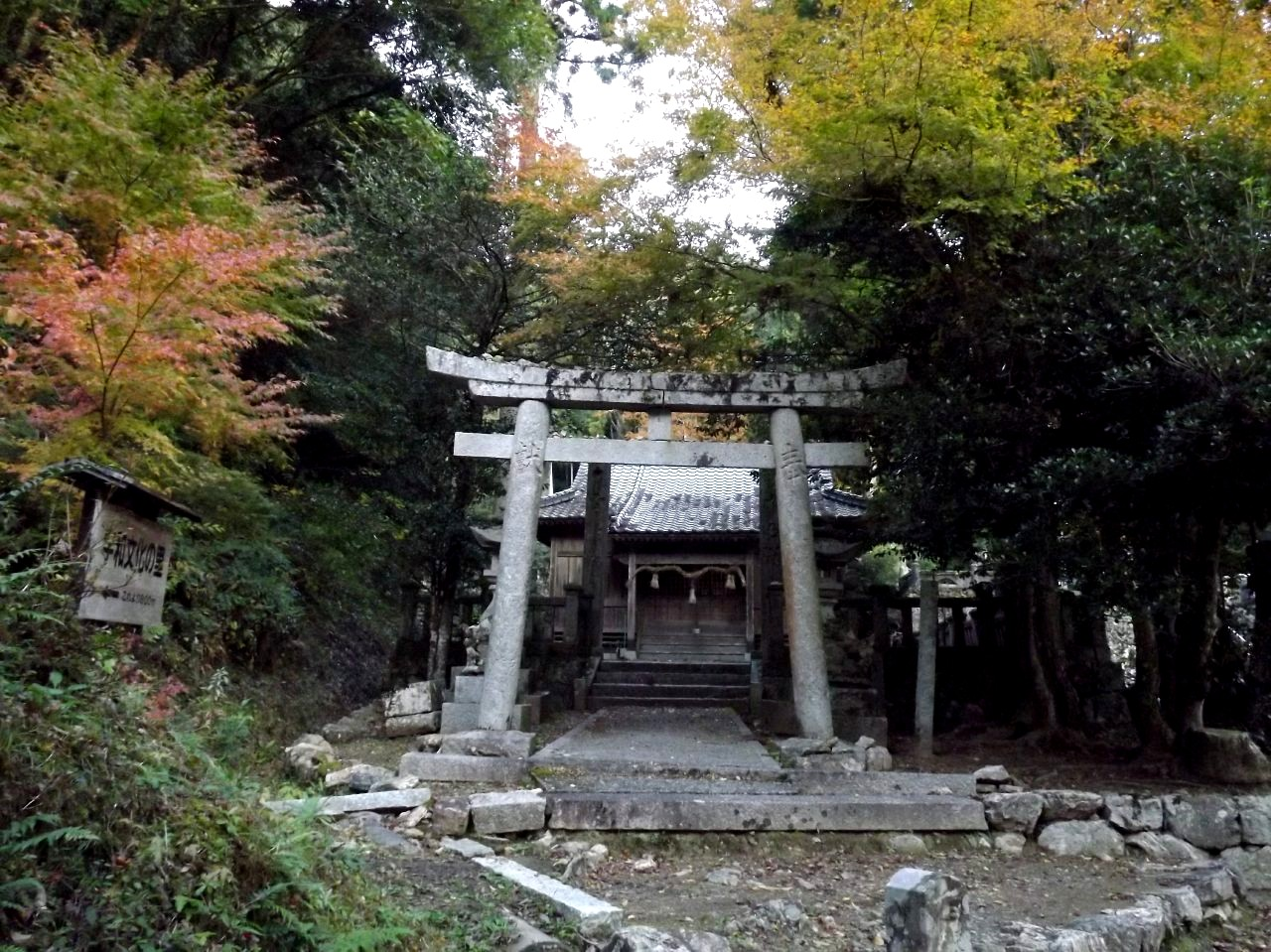
二ノ鳥居と先に注連石と拝殿
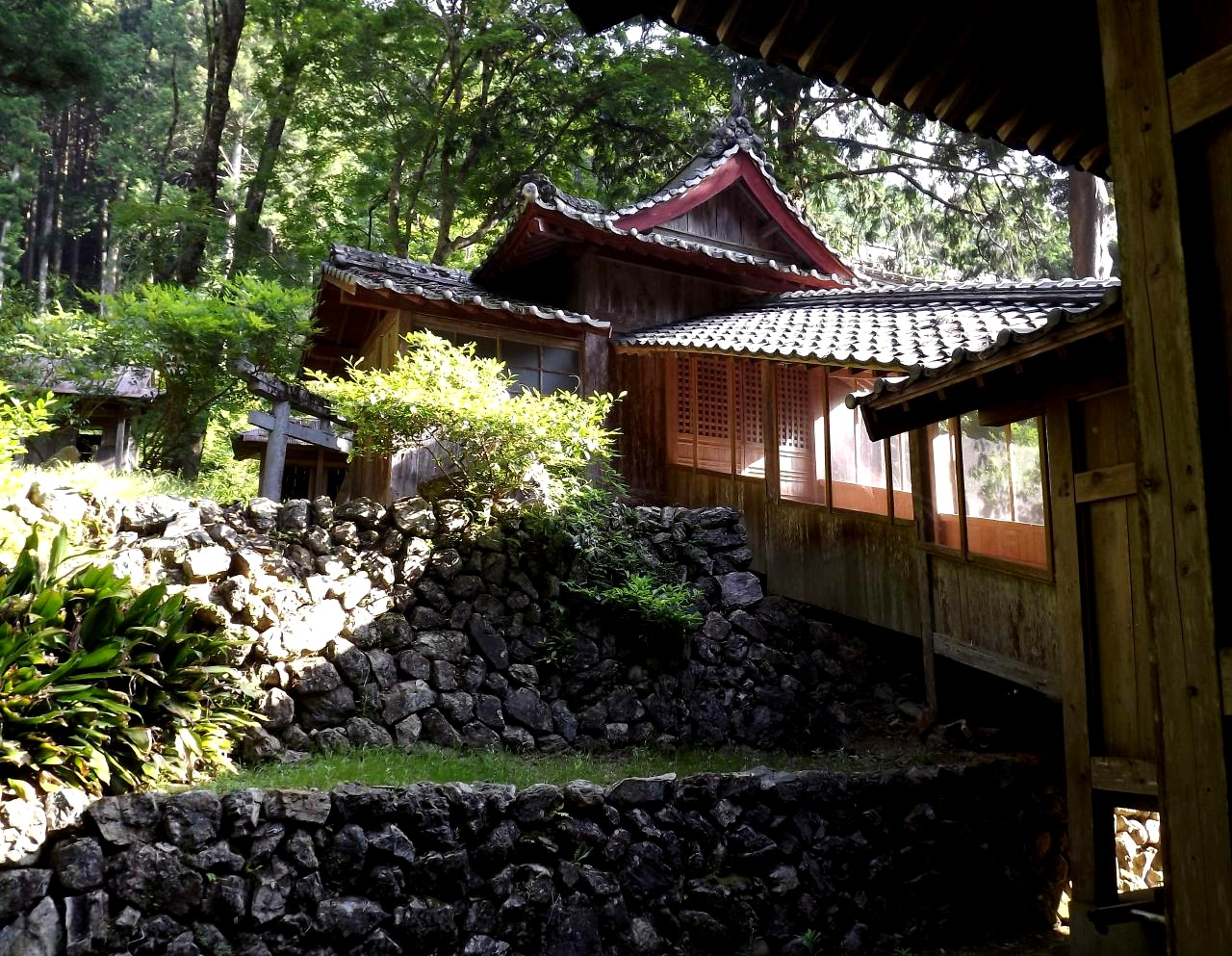
控えの間・登り廊・祝詞殿
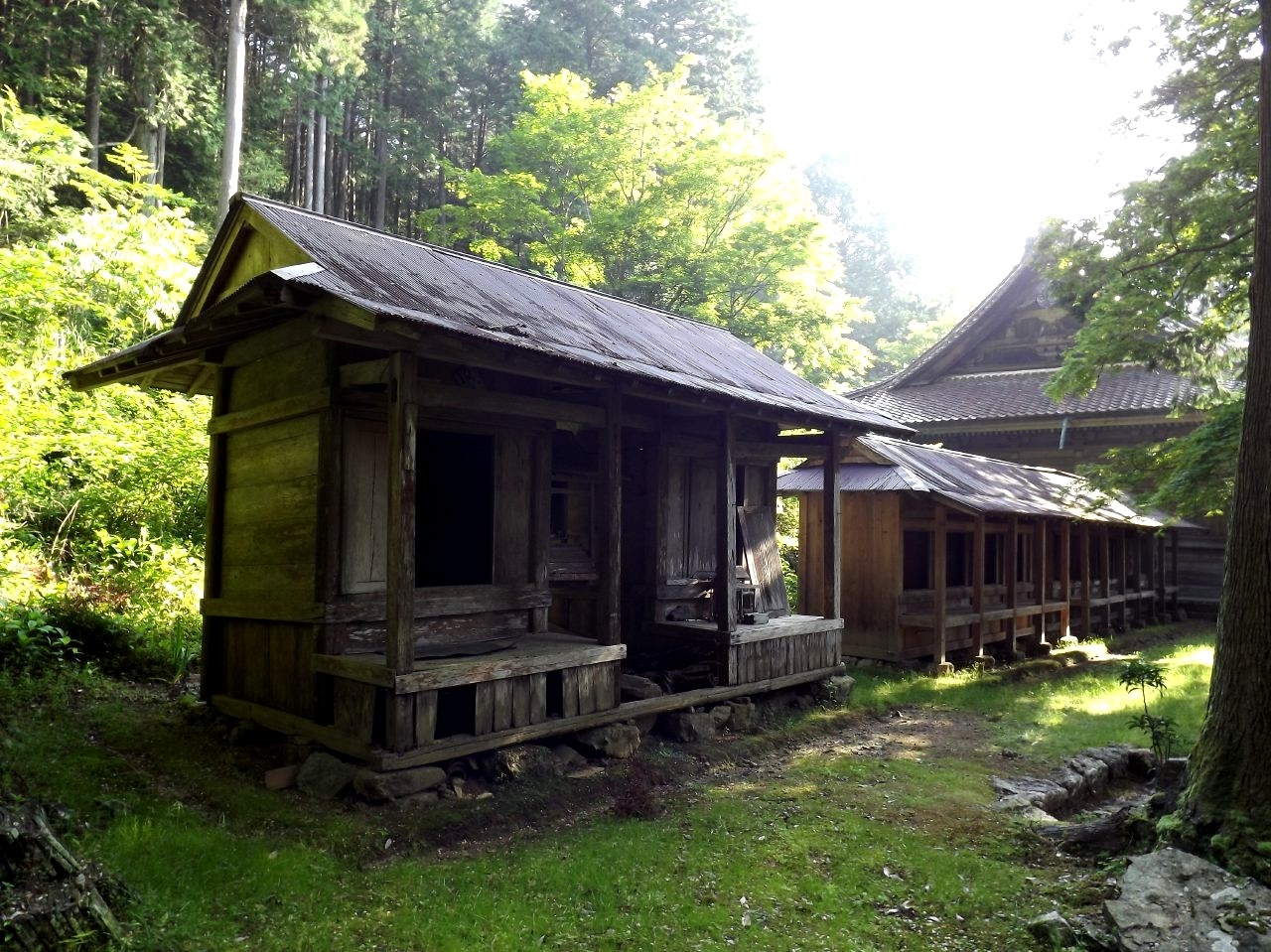
十二社権現
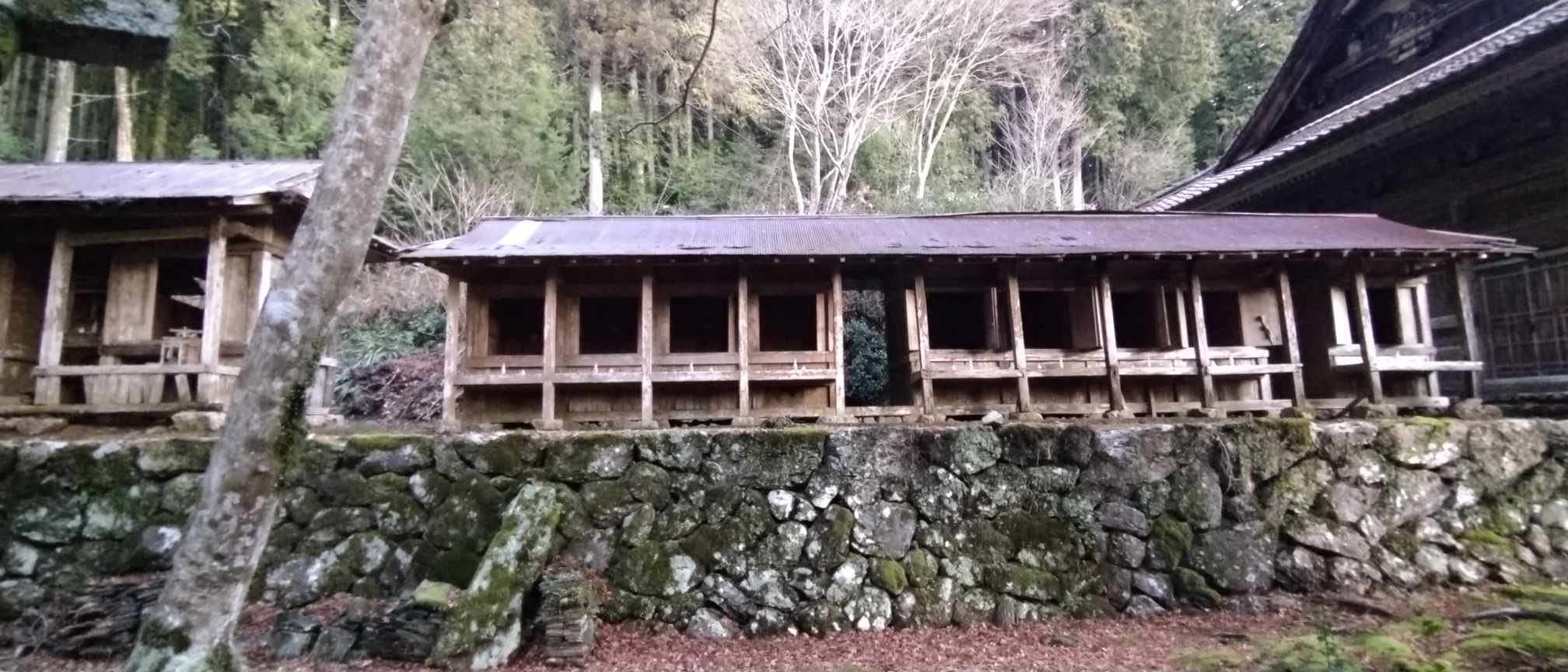
十二社権現

## 交通案内
鉄道
- 四国旅客鉄道（JR四国） 予讃線 – 卯之町駅下車 (1.7 km)

バス
- 宇和島バス 「宇和高校前」 (1.0 km)

道路
- 一般道：愛媛県道237号鳥坂宇和線 宇和町明石 (0.7 km)

## 奥の院

白王権現
山門の約200 m手前の左側にある鳥居から山に沿って約300 m西にある。『宇和旧記（1681年記）』に「昔十八、九なる女の大石をいただき、道を歩み行かる所に、夜既に明ければ、捨て置かるるの由、則その所しらわうと云所なれば、石を白王権現と奉崇の由、彼女人は観音の佛力と見えたり」とある。『由緒之覚（1870年記）』には弘法大師が当寺を札所に定めたとき海から盤石を引き上げ白王権現を勧請したとされる。その白王信仰は白山信仰が南予地方で変容した形態とみられ東予・中予では多くの白山神社があるが白王神社は見られず、熊野信仰が南予で隆盛する15世紀ころに併せて広がったとみられる。
- 所在地：愛媛県西予市宇和町明石（白王権現）

## 周辺の番外霊場
道引大師（どういんだいし）
古くから祀られているが由緒は定かでない。願いをかけると導き助けてくれる霊験がある。
- 所在地：愛媛県西予市宇和町下川 （道引大師）

仏陀懸山（ふだかけざん）札掛大師堂
宮崎本では上記の寺名であるが、現地では「真言宗御室派 札掛山仏陀懸寺」「子安弘法大師」の札が掛かっている。大師が当地で休憩の際、釈尊の御影札を松の木に掛けたという云われがある。現在は無住になり荒れて建物は崩れている。
- 所在地：愛媛県大洲市野佐来 （仏陀懸山札掛大師堂）

弘法大師 御野宿所 十夜ヶ橋（とよがはし）
四国を巡錫中の大師が菅生山（大寶寺）に向かう途中、当地で日が暮れたが周囲に宿泊場所となるような民家がなかっため、この橋の下で一夜を過ごしたと云われている。その故事より、現在でも橋の下は「修行」として野宿が認められている。
- 所在地：愛媛県大洲市東大洲180 （十夜ヶ橋）

千人宿記念大師堂
昭和5年に建替えられた堂で、歩き遍路のための善根宿であり、大師像が祀られていて現在も堂内で宿泊できる。
- 所在地：愛媛県喜多郡内子町 （千人宿記念大師堂）

楽水大師堂（らくみずだいしどう）
行脚に疲れた大師が当地で休憩し飲んだ水が美味しく楽になったと喜んだことからできた大師堂である。
- 所在地：愛媛県喜多郡内子町大瀬東3388 （楽水大師堂）

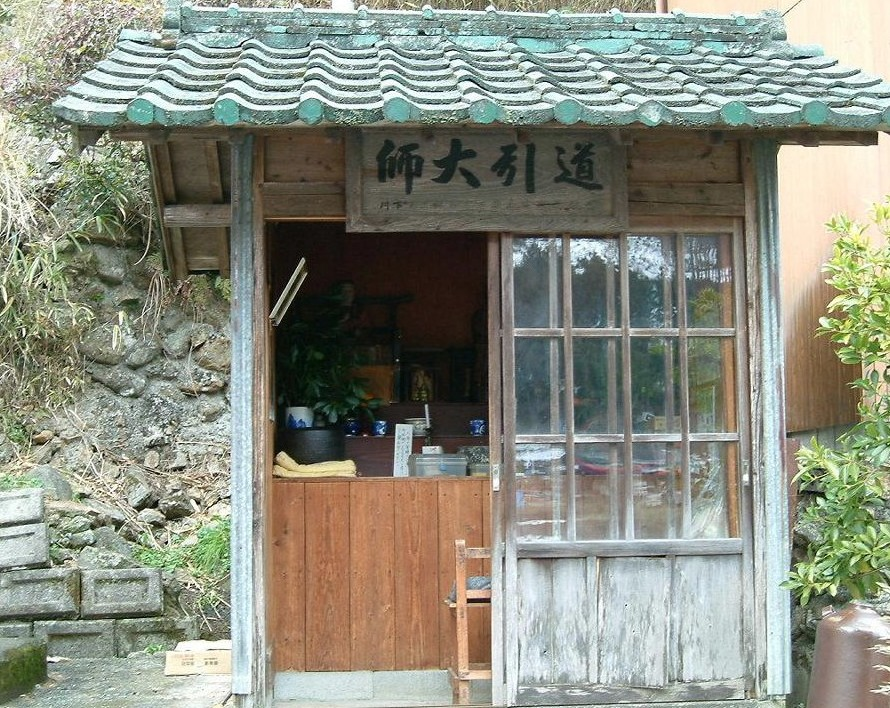
道引大師堂
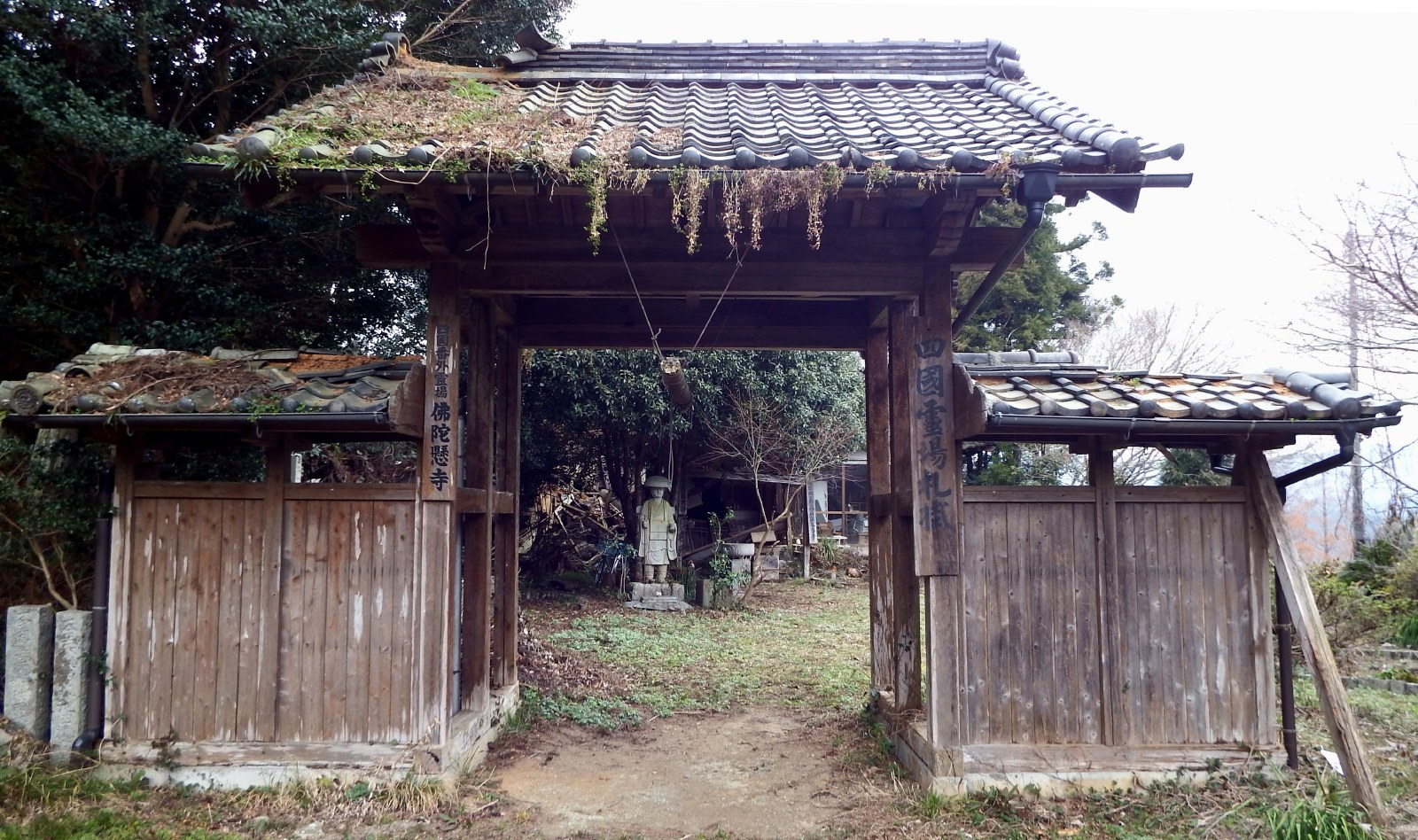
札掛大師堂
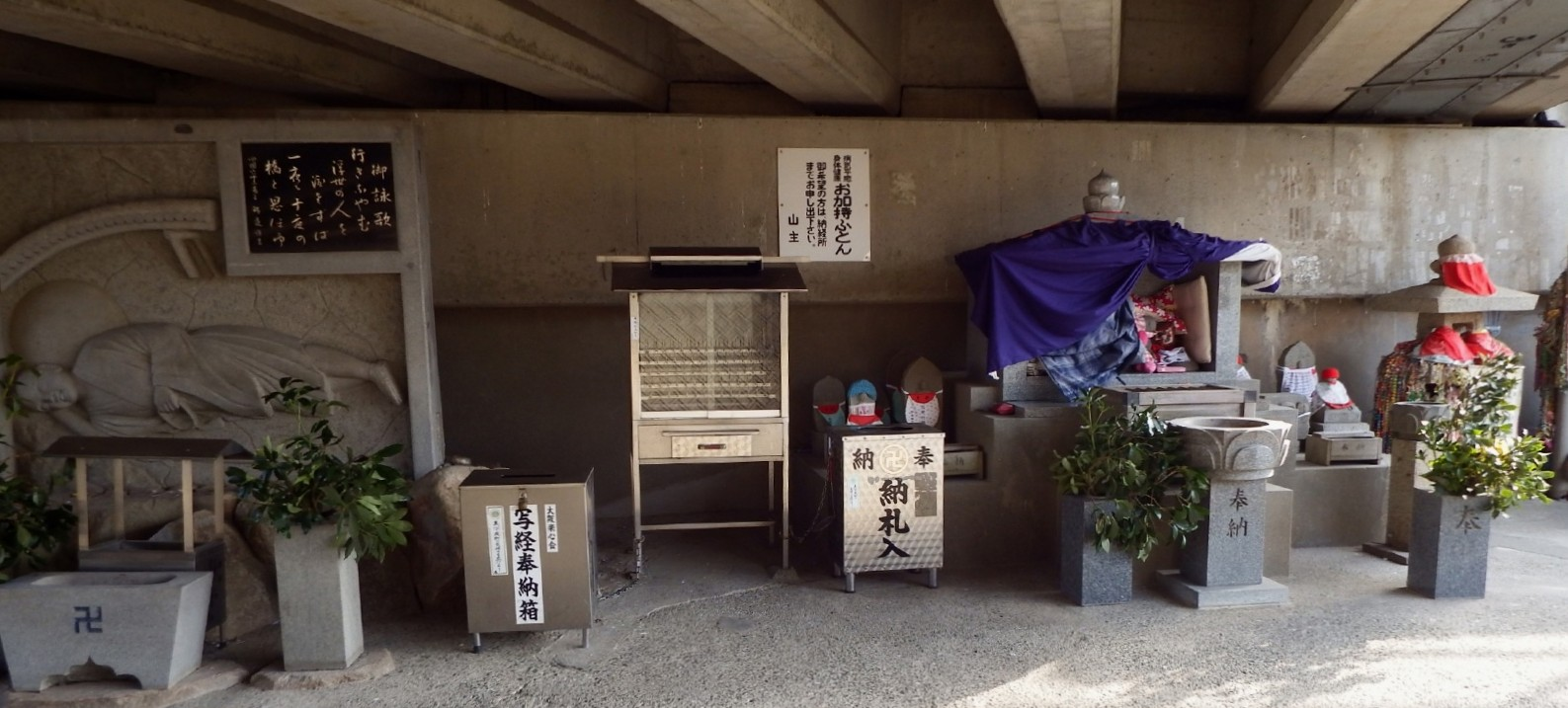
十夜ヶ橋の下
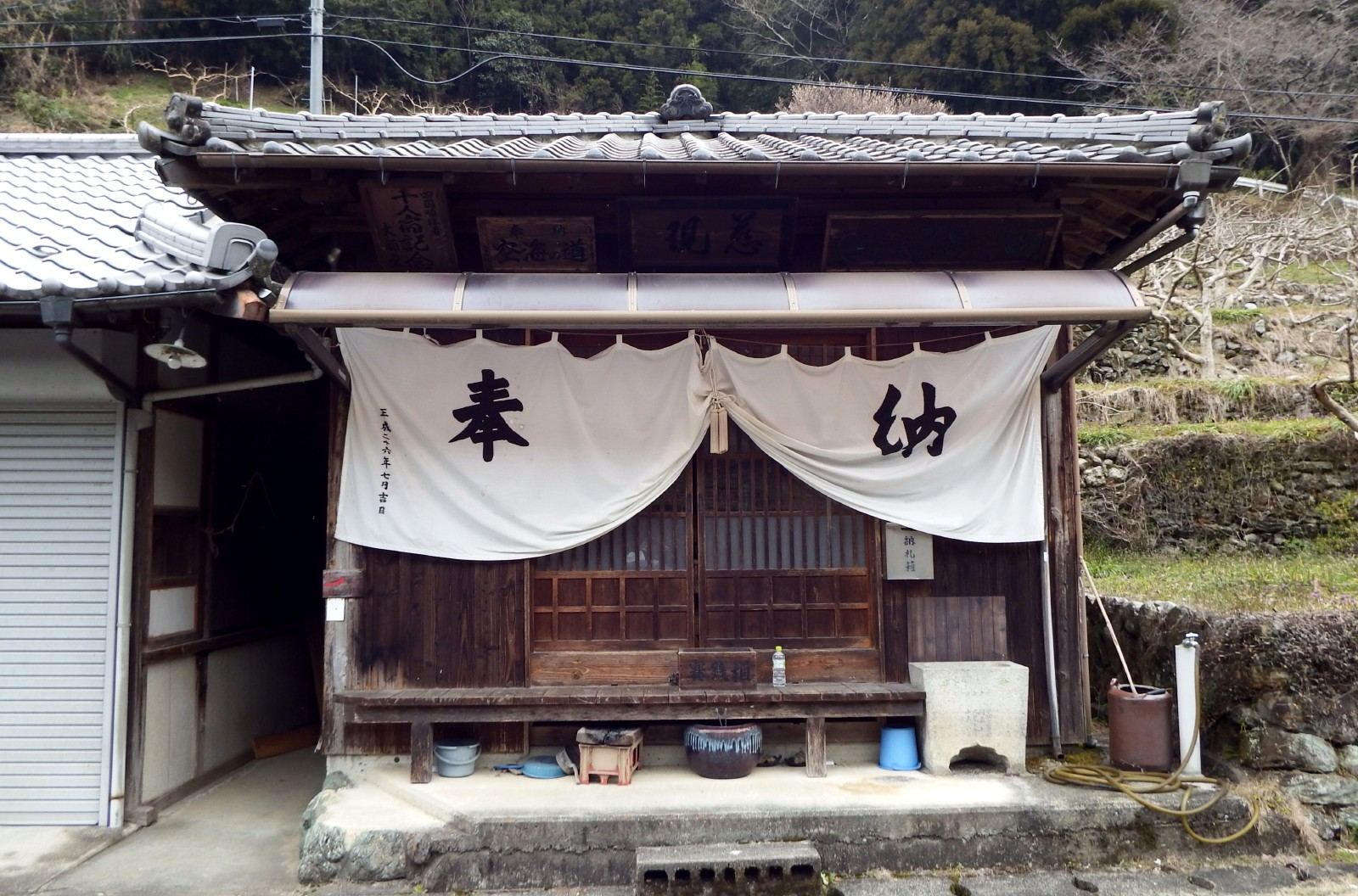
千人宿記念大師堂
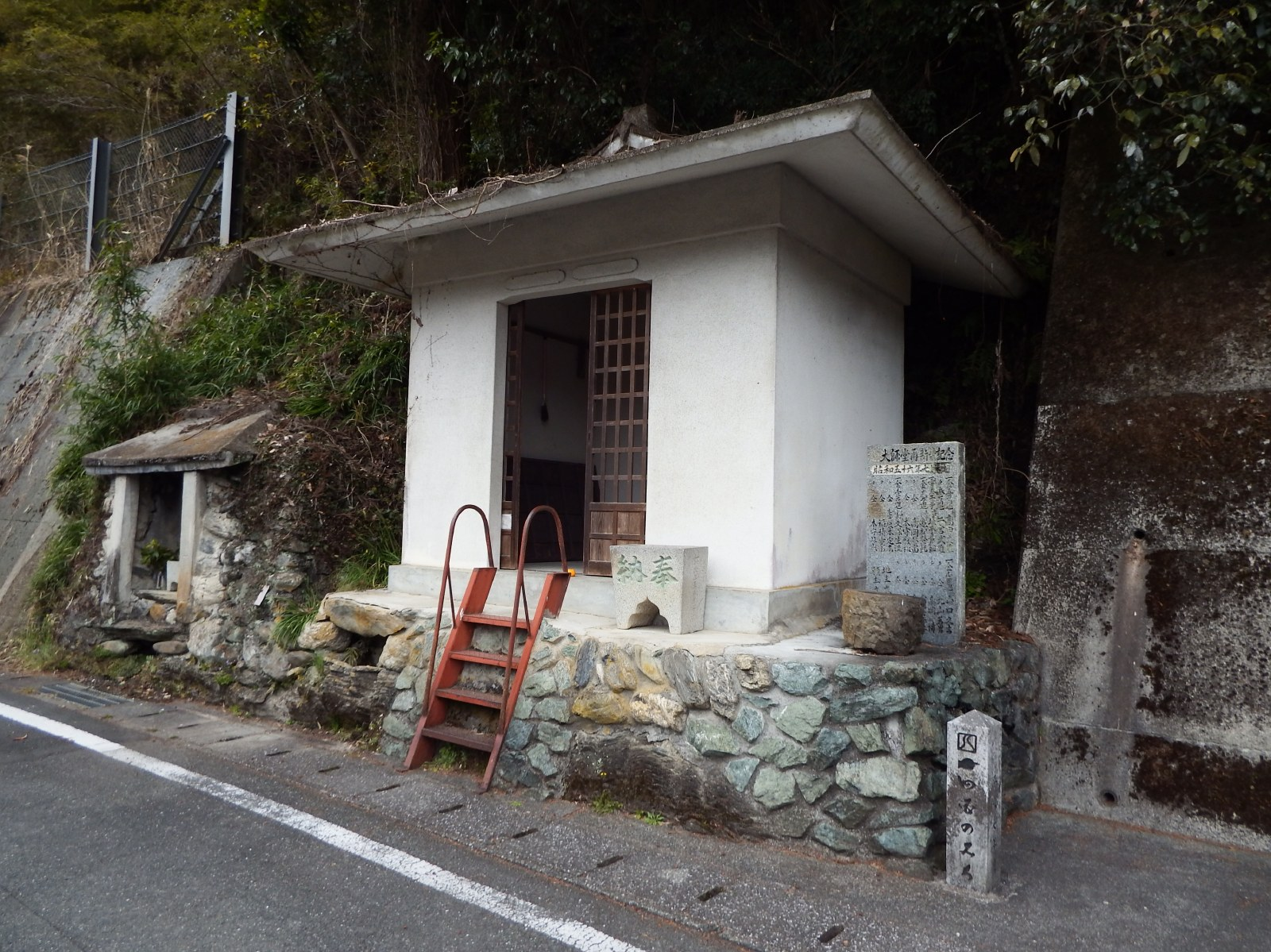
楽水大師堂

## 前後の札所
四国八十八箇所
42 佛木寺 --(10.6 km)--  43 明石寺 --(67.2 km)-- 44 大寶寺

## 周辺
- 坪ヶ谷新四国（地四国八十八）：1833年頃に開創された。当寺から大宝寺遍路道で宇和文化の里への峠から西側の谷一帯にあり、1番は光教寺境内にある堂で峠へ上がってまた下り、88番は雨山公園（特別支援学校のすぐ東）にある大師堂である。
- 海栄寺：天正5年3月5日海源が宇和郡須ノ川村に開基、明治初年まで海榮山観覚院（本尊は石刻の十一面観音）としてそれ以降は立石山海栄寺と改名し漁の神様として近隣漁民から信仰され栄えていたが衰退し、平成22年11月に明石寺の山内（駐車場の東斜面）に移転した。

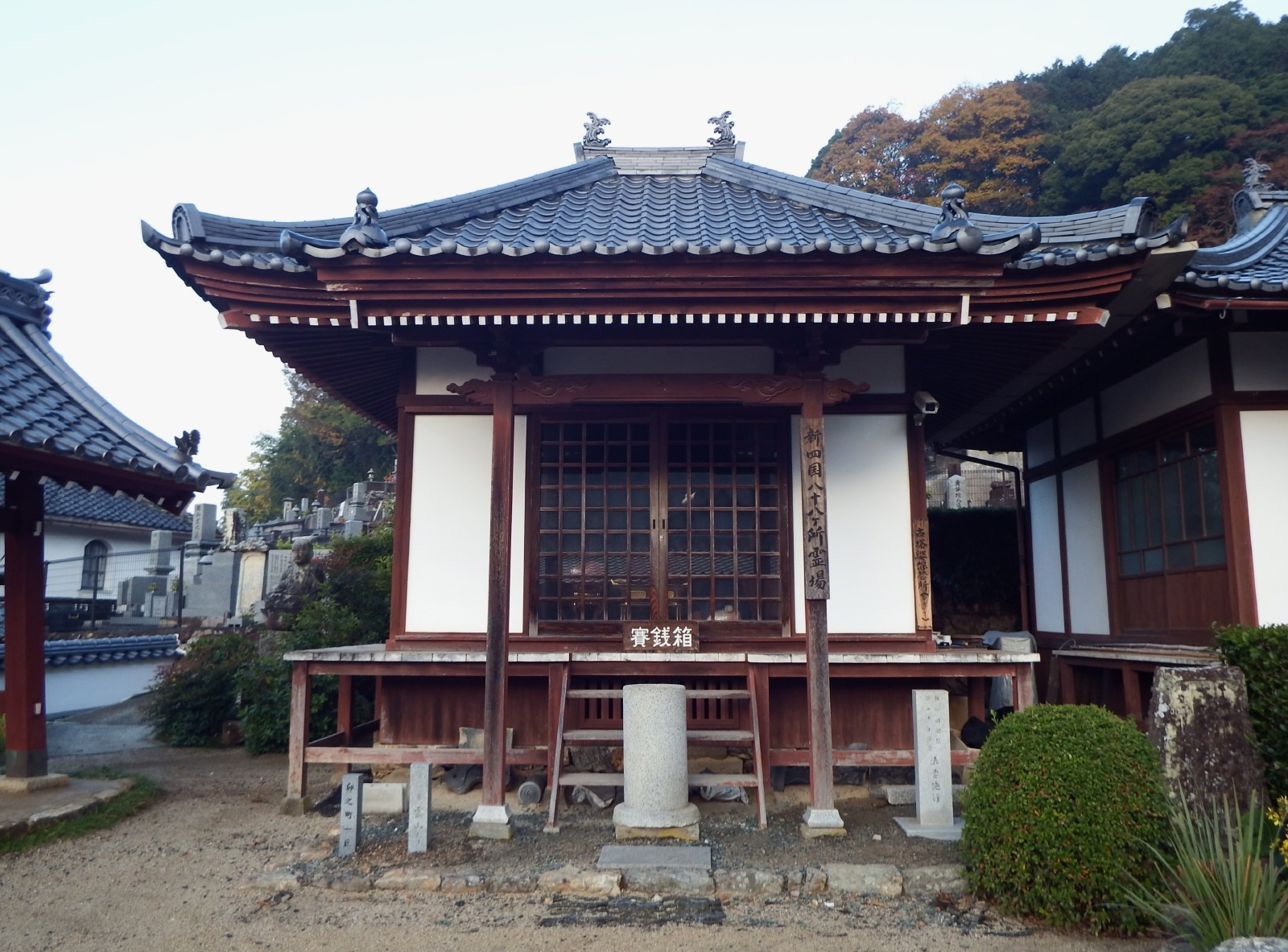
坪ヶ谷新四国１番
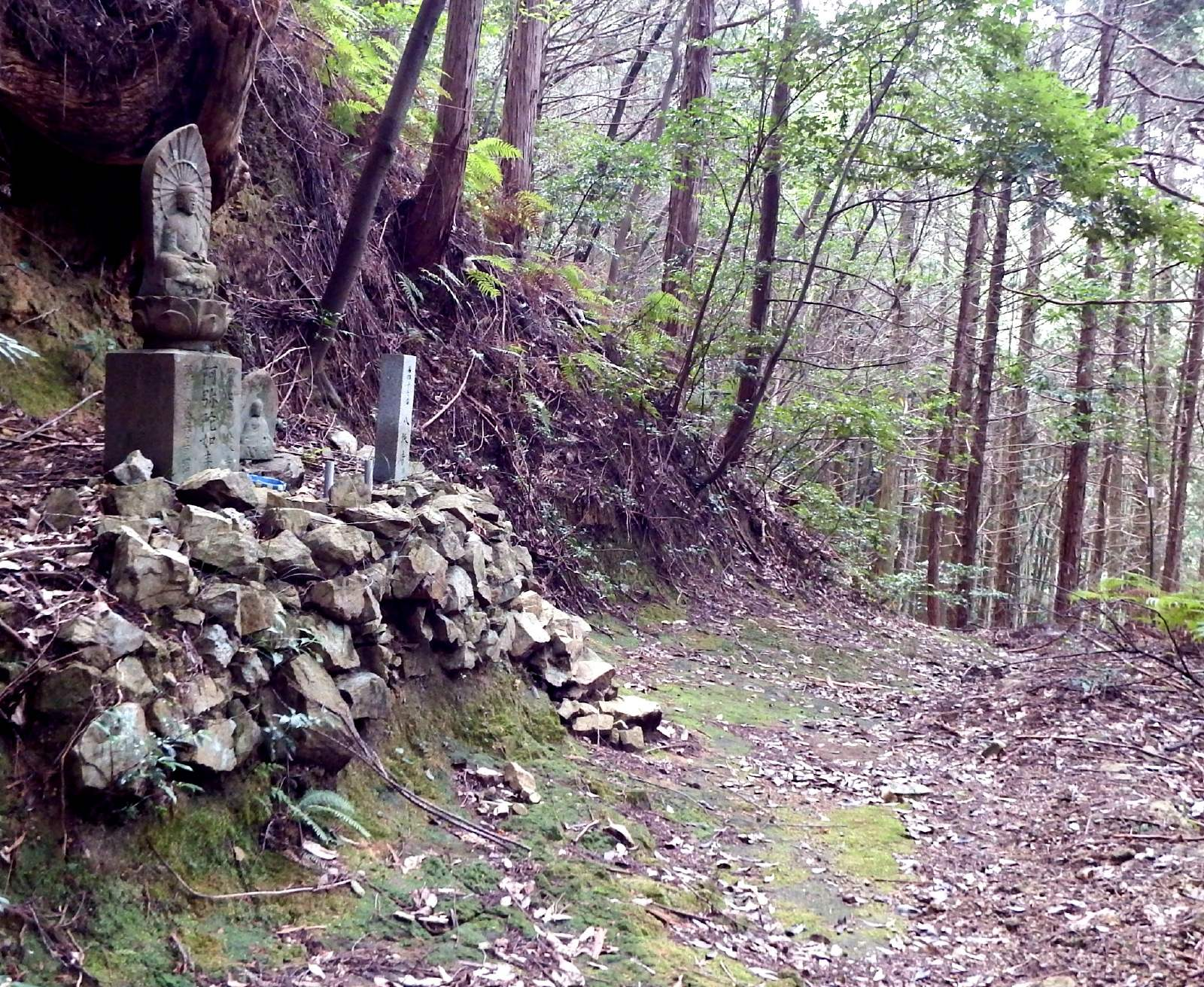
坪ヶ谷新四国 47番
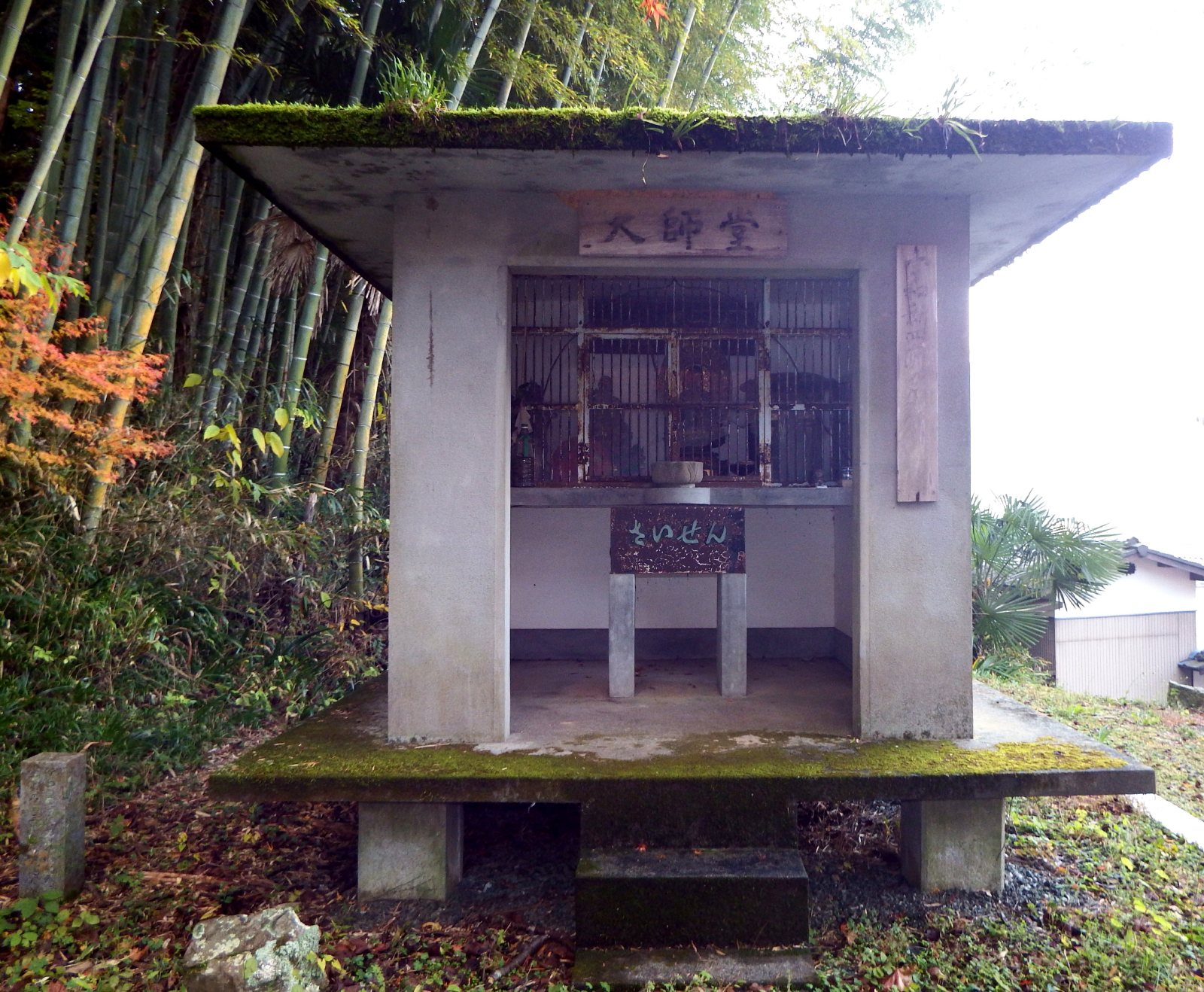
坪ヶ谷新四国 88番
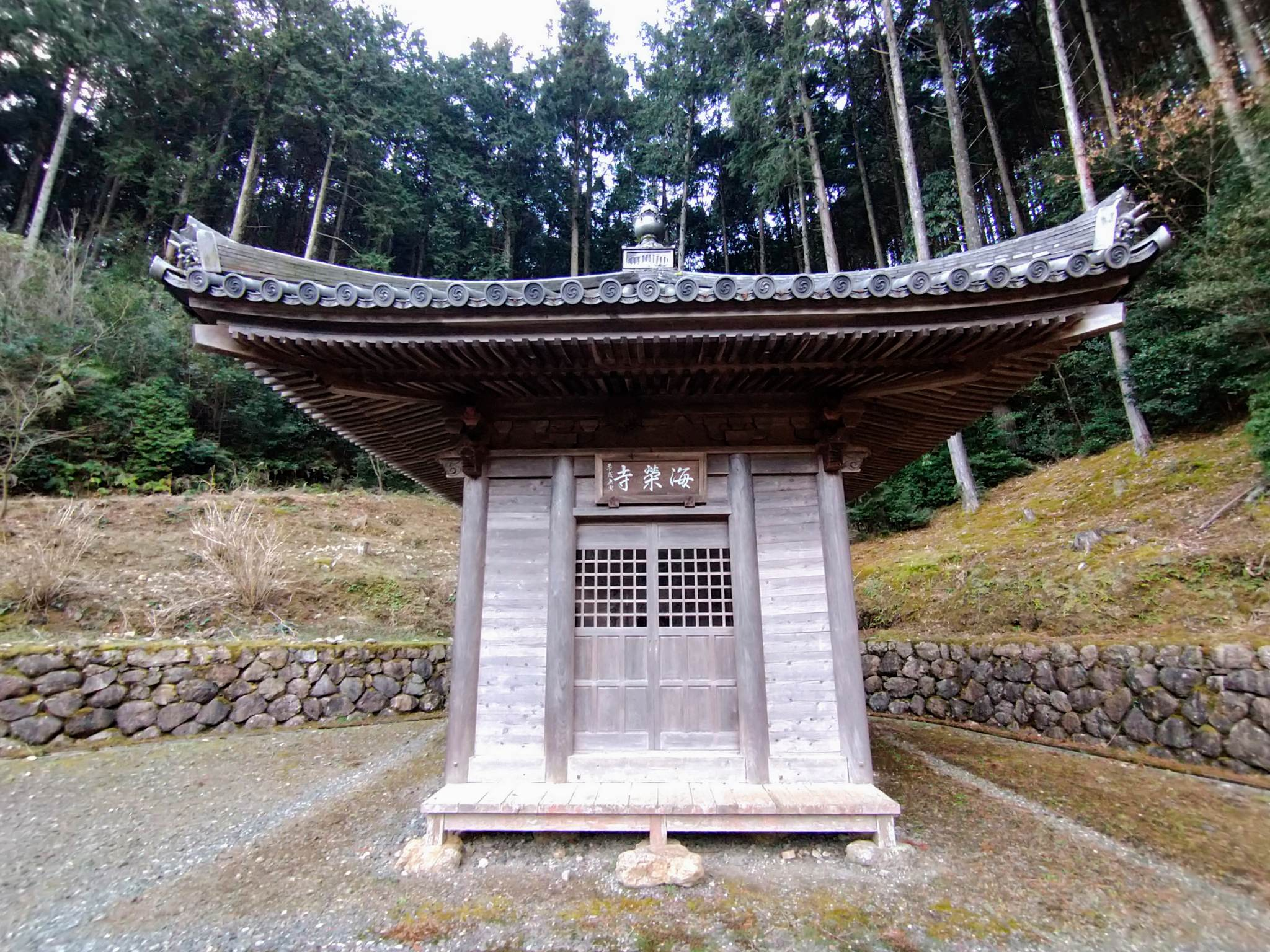
海栄寺 本堂

- 愛媛県歴史文化博物館：民俗展示室［３]に四国遍路の歴史や民俗を紹介するコーナーがある。
- 宇和文化の里：宇和町卯之町（重要伝統的建造物群保存地区）に開明学校・末光家住宅・鳥居門などがある。